# 春阳社
春阳社，中国境内第一个新剧（话剧）团体，1907年10月由王钟声创办于上海，演出了《黑奴吁天录》，以后又先后上演了《秋瑾》、《徐锡麟》等剧。该社曾得到马相伯、沈仲礼的资助。主要成员有徐半梅、萧天呆、陈镜花等。1911年王钟声在天津被杀后，该社解体。